# Pinto (famiglia)
Pinto è una nobile casata dinastica di antiche origini giudaiche sefardite la quale, proveniente dalla penisola iberica, si stanziò in Italia nel XIII secolo. I giudei sefarditi apparvero in Italia nell’arco storico di periodi diversi. Diverse famiglie - così come alcuni singoli individui - erano già presenti in Italia a partire d’attorno al XIII secolo; mentre successivamente, dopo l'Editto di Granada del 1492, moltissimi giudei iberici si stabilirono in Italia.
Inseritasi nel patriziato cilentino, i Pinto furono annoverati al Seggio di Portanuova, e successivamente furono insigniti del patronato della Marina di Salerno. Nel XVII secolo i Pinto rilevarono, tra gli altri, i feudi di Ischitella e Peschici.
Il suo ramo cadetto, Pinto y Mendoza, trova la sua origine e diffusione in Puglia, nella provincia capitanata, dove s'impianto nel XVII secolo.
Il suo ramo cadetto, Pinto de Fonseca, trova la sua origine e diffusione in Spagna nelle terre di Castiglia durante il XVIII secolo.
Il suo ramo cadetto, Sidoti Pinto, trova la sua origine e prima diffusione in Sicilia dove s'impiantò nel XVIII secolo e ai tempi dei Borboni.
Principi, marchesi, baroni e patrizi; i membri di questa nobile famiglia sono tra i più illustri rappresentanti del Mezzogiorno nella storia dell'aristocrazia italiana.

## Storia

### Origini
I Pinto sono una nobile famiglia ebrea di origine iberica.
La dinastia ha origine con Paio Soares Pinto, cavaliere dell'Ordine di Calatrava (†1126); la cui figlia, Maior Pais Pinto, fu moglie di Egas Mendes de Gundar, alleato del re, Alfonso I Henriques, nella Battaglia di Campo di Ourique.
Dal loro matrimonio nacquero Rui Viegas Pinto e Pedro Viegas Pinto. Pedro Viegas si sposò con Toda Martinis das Chãs, figlia di Martim Moniz de Resende e di Châmoa Esteves; e proprio dalla loro prole iniziò la lunga discendenza Pinto.

### Primi riconoscimenti
Risalgono alla metà del XIII secolo nella regione campana le prime tracce "italiane" della dinastia, all'indirizzo del capostipite Landulfo Pinto, giudice della Provincia di Salerno. 
Nel 1270, sempre in Salerno, Ugone Pinto fu milite e maestro razionale. 
Nel 1275 Sergio Pinto fu maestro portulano delle provincie di Principato Citra  e Terra di Lavoro.

### Regno di Sicilia e Regno di Napoli
Ludovico Pinto, capitano delle guardie reale di re Federico d'Aragona, nel 1498 ottenne la signoria della bagliva di Lecce, con compiti di polizia urbana e rurale, con giurisdizione di cause civili e criminali (se di lieve entità). A Ludovico Pinto, per aver combattuto valorosamente contro i francesi, venne riconosciuta la giurisdizione civile e militare delle baronie di Sanmartino nel Cilento e di Casalicchio.
Tutte queste concessioni furono riconfermate da Carlo V d'Asburgo nel 1531.
I Pinto si distinsero più volte per meriti militari, potendo vantare tra i loro discendenti l’ufficiale asburgico Antonio Pinto, il quale, al seguito del Capitano Bernardo de Rosales venne in Italia nelle terre d’Abruzzo. Per 20 ducati, fu ceduto ad Antonio Pinto il territorio di Scoppito dal viceré Pedro de Toledo, in seguito allo smembramento del feudo dell'Aquila, nell’anno 1537 per decisione del Principe di Orange.
Nel 1540, a seguito di matrimonio tra Argenta Pinto e Tommaso de Ruggiero, i Pinto ebbero il patronato della Marina di Salerno.
Nel 1576 il colonnello di fanti, Annibale Pinto, partecipò alla guerra di Ostia sotto il comando del conte di Popoli.
I Pinto furono nobili potentissimi ed ebbero molti feudi e furono indubbiamente una famiglia di primissimo livello nella storia della nobiltà salernitana, dove per due secoli - praticamente per tutta l'età moderna - sono stati le indiscusse autorità per eccellenza dell'intero patriziato cittadino salernitano. I membri della casata Pinto hanno sempre occupato i posti di maggior rilievo, sia all'interno delle amministrazioni cittadine che della curia; avevano giuspatronati nelle chiese di San Nicola di Cagnano, di Santa Maria delle Peverelle, e nella Basilica di Santa Maria in Aracoeli a Roma, oltre al diritto di sepoltura nella cattedrale di Salerno (Duomo) e nelle chiese di Sant'Agostino e di San Domenico.
Alla famiglia Pinto appartennero molte delle madri badesse del monastero benedettino di San Giorgio (Salerno).
I Pinto si sono battuti strenuamente contro la grande nobiltà baronale del regno, ed in particolar modo contro i principi Orsini, che avrebbero voluto inglobare la città e l'intera provincia di Salerno nei loro possedimenti. 
Dopo aver contratto una pesante situazione debitoria che determinò una forte crisi e li pregiudicò pesantemente, i Pinto si risollevarono contraendo svariati matrimoni d'interesse.
L'iberico Luis Freitas Pinto (1592-1672), figlio di Manuel e Paula Carvalho, nel 1636 sposò a Napoli Caterina Mendoza, erede di Gonsalvo Mendoza. Dal loro matrimonio nacque il capostipite del ramo cadetto Pinto y Mendoza - il più importante ramo cadetto della casata Pinto - Luigi Emanuele (1639-1690). Luigi Emanuele sposò nel 1662 la patrizia napoletana, Geronima Capece Bozzuto. Luigi Emanuele fu scrivano di razione per la regia Gran Corte della Vicaria. Nel 1671 Luigi Emanuele comprò dalla famiglia Turbolo i feudi di Ischitella e Peschici, nel distretto della Capitanata, e dieci anni dopo (nel 1681) fu insignito con i rispettivi titoli di: principe di Ischitella e barone di Peschici.
Gaspare, fratello di Luigi Emanuele, fu tesoriere del Regno di Napoli. Nel 1667 Gaspare sposò Anna Maria Lagni, figlia dei marchesi di Romagnano ed erede del feudo di Montacuto. I due ebbero per figlio Luigi (1671-1714), che divenne marchese di Romagnano e nel 1703 fu insignito col titolo di principe di Montacuto.
Alla morte del padre Luigi Emanuele, Luigi (1668-1704) divenne il secondo principe di Ischitella ed il secondo barone di Peschici. Egli sposò nel 1695 a Napoli, Anna Rosa Caracciolo, figlia del barone Vincenzo di Sirignano. 
Alla morte di Luigi, Francesco Emanuele (1697-1767), già marchese di San Giuliano, divenne il terzo principe di Ischitella ed il terzo barone di Peschici. Nel 1718 Francesco Emanuele sposò in prime nozze la figlia di Carlo Giuseppe principe di Atena, Giulia Caracciolo Rossi. Nel 1728 Francesco Emanuele fu decorato del titolo di principe sul cognome. Nel 1738, in seconde nozze, Francesco Emanuele sposò la nobildonna Zenobia Miroballo, e divenne feudatario e principe anche di Quadrelle. I coniugi vissero nel loro sontuoso palazzo di Napoli che, per l’assidua presenza di artisti e letterati, nonché per la notevole raccolta di opere d'arte, all'epoca veniva considerato uno dei più ambiti salotti della città.
I Pinto furono ascritti al patriziato salernitano del Seggio di Portanuova e godettero del titolo di nobiltà patrizia anche nella città di Lucera.
Nel 1741 i Pinto vestirono per la prima volta l'abito del Sovrano Militare Ordine di Malta.
Pinto de Fonseca - uno dei rami cadetti della casata Pinto - frutto delle discendenze originate dai figli di Vasco Garcês Pinto, signore di Torre da Chã, e da sua moglie, Urraca Rodrigues de Sousa, darà alla luce Manuel Pinto de Fonseca (1681-1773) che diverrà il 68° Gran Maestro al Sovrano Militare Ordine di Malta. Manuel passò in terra di Castiglia, rinnovando così il proprio diritto nobiliare grazie alle concessioni avute dalla Corona di Spagna.
Alla fine del Settecento, nel momento in cui la riforma “centralizzatrice” iniziata da Carlo di Borbone stava per mettere pesantemente in crisi i vecchi equilibri e il ruolo della nobiltà, i Pinto redassero un manoscritto poiché sentirono il bisogno di ricordare alla città ed al regno chi fossero, e quale fosse stato il loro significato e quello di tutto il patriziato meridionale nel corso della storia.
Tra la fine del XVII secolo e l'inizio del XVIII secolo Antonio Pinto fu maestro di campo e consigliere di Stato; mentre Tommaso Maria Pinto fu cavaliere gerosolimitano e arcivescovo di Salerno.

### Regno delle Due Sicilie
Nel corso del XVII secolo, oltre che in Campania, i Pinto furono molto presenti anche in Sicilia.
Proprio in Sicilia, il rampollo Ferdinando Pinto, si unì in matrimonio con Eleonora, giovane nobildonna siciliana della casata Sidoti, dalla cui unione fece seguito il ramo cadetto, Sidoti Pinto.
I Sidoti Pinto entrarono a pieno titolo a far parte della nobiltà siciliana, sia nel corso del XVIII secolo durante il Regno di Sicilia che nel corso del XIX secolo, dopo la fusione nel 1816 con il Regno di Napoli nel Regno delle Due Sicilie.
Nel 1823 Carlo Pinto divenne cavaliere dell'Ordine costantiniano di San Giorgio e inquisitore (ispettore) dei beni dell'Ordine nel salernitano.
Giulio Filippo Pinto ricevette l'iscrizione per “giustizia” nel Sovrano Militare Ordine di Malta.
La casata Pinto fu dichiarata di “nobiltà generosa” nelle prove di ammissione nella “Compagnia delle Regie Guardie del Corpo” in persona di Federico Pinto poi capitano del “Reggimento Carabinieri a piedi”.
I Pinto furono particolarmente attivi nei combattimenti per respingere l'invasione piemontese, durante i quali, Francesco Pinto, capitano del “6º Battaglione Cacciatori”, si rese protagonista della battaglia di Caiazzo e alla strenua difesa di Gaeta; dovette capitolare con la sua guarnigione il 14 febbraio 1861.

### Regno di Sardegna
Durante il periodo d'annessione del Regno delle Due Sicilie al Regno di Sardegna dei Savoia, i Pinto sprofondarono nell'oblio.

### Regno d'Italia
Una volta venutosi a costituire il Regno d'Italia la casata Pinto tornò in auge, e nel corso del XIX secolo venne decorata del titolo di marchese nella persona di Vincenzo Pinto, con decreto pontificio (breve) da papa Pio XI il 21 febbraio 1922, giorno in cui i Pinto vengono ascritti al libro d'oro della nobiltà italiana.
Il 26 luglio 1925 il titolo di marchese venne riconfermato con le medesime modalità dal pontefice a Pasquale Pinto (figlio di Vincenzo), “cameriere segreto di cappa e spada” dei pontefici Benedetto XV e Pio XI.